# Bojila, Iași
Bojila este un sat în comuna Mădârjac din județul Iași, Moldova, România.